# Myzobdella lugubris
Myzobdella lugubris is een ringworm uit de familie van de Piscicolidae. De wetenschappelijke naam van de soort is voor het eerst geldig gepubliceerd in 1851 door Leidy.